# Famara Ibrahima Sagna
Famara Ibrahima Sagna (* 26. November 1938 in Ziguinchor, Casamance, Senegal) ist ein ehemaliger senegalesischer Politiker.

## Leben
Famara Ibrahima Sagna, der zum Volk der Diola gehört, wurde Mitglied der Parti Socialiste du Senegal (PS). Er war sowohl Mitglied des Politbüros der PSa als auch Nationaler Sekretär für Wirtschaft. Zudem fungierte er als Verwaltungsdirektor der Freien Industriezone von Dakar. Er übernahm während der Amtszeit von Präsident Abdou Diouf zahlreiche Ministerämter in dessen Präsidialregierungen. Er war zwischen 1986 und 1988 zunächst Minister für ländliche Entwicklung (Ministre du Développement Rural) und war als solcher zuständig für Landwirtschaft, Viehzucht und Fischerei. Im Anschluss fungierte er von 1988 bis 1990 Minister für industrielle Entwicklung und Handwerk (Ministre du Développement industriel et de l’Artisanat) und war in diesem Amt verantwortlich für Industrie, Bergbau und Geologie, Energie und Handwerk. Danach fungierte er vom 27. März 1990 bis 8. April 1991 als Innenminister (Ministre de l’Intérieur). Im Kabinett von Premierminister Habib Thiam bekleidete er von April 1991 bis Juni 1993 den Posten als Minister für Wirtschaft, Finanzen und Planung (Ministre de l’Économie, des Finances, du Plan). Zuletzt übernahm er auch noch von Jean-Paul Dias das Amt des Ministers für afrikanische Integration (Ministre de l’Intégration africaine), das er ebenfalls bis Juni 1993 innehatte.

## Veröffentlichung
- Constitution initiale du corps des administrateurs civils du Sénégal indépendant (1958–1961), 2014

## Weblink
- Eintrag in Rulers